# Salix princeps-ourayi
Salix princeps-ourayi är en videväxtart som beskrevs av L. Kelso. Salix princeps-ourayi ingår i släktet viden, och familjen videväxter. Inga underarter finns listade i Catalogue of Life.